# Tomasz Paluch
Tomasz Paluch (ur. 25 marca 1975 w Kielcach) – polski piłkarz ręczny, reprezentant Polski, grający na pozycji skrzydłowego, były zawodnik Orlen Wisły Płock.
W latach 1995–1997 grał w Iskrze Kielce, następnie przez rok w Czuwaju Przemyśl. W Wiśle grał od 25 września 1999 roku. Wychował się w kieleckiej Podkarczówce, kilkaset metrów od hali ówczesnej Iskry Kielce. W Wiśle grał 10 lat i rzucił dla niej ponad 1100 bramek.

## Osiągnięcia
- Puchar Polski: 2001, 2005, 2007, 2008
- Mistrzostwo Polski: 1996, 2002, 2004, 2005, 2006, 2008, 2011
- Wicemistrzostwo Polski: 2000, 2001, 2003, 2007, 2009

## Statystyki
Sezon (liga):
- 1999/2000 – 31 meczów/107 bramek
- 2000/2001 – 32 mecze/123 bramki
- 2001/2002 – 27 meczów/41 bramek
- 2002/2003 – 30 meczów/116 bramek
- 2003/2004 – 29 meczów/137 bramek
- 2004/2005 – 27 meczów/86 bramek
- 2005/2006 – 27 meczów/65 bramek
- 2006/2007 – 30 meczów/150 bramek
- 2007/2008 – 29 meczów/157 bramek
- 2008/2009 – 33 mecze/169 bramek
- Łącznie: 295 meczów/1122 bramki